# Hemodinámica
La hemodinámica es aquella parte de la biofísica que se encarga del estudio de la dinámica de la sangre en el interior de las estructuras sanguíneas como arterias, venas, vénulas, arteriolas y capilares así como también la mecánica del corazón propiamente dicha mediante la introducción de catéteres finos a través de las arterias de la ingle o del brazo. Esta técnica conocida como cateterismo cardíaco permite conocer con exactitud el estado de los vasos sanguíneos de todo el cuerpo y del corazón.

## Participantes de la circulación sanguínea
•	Arterias: las arterias están hechas de tres capas de tejido, uno muscular en el medio y una capa interna de tejido epitelial.
•	Capilares: los capilares irrigan los tejidos, permitiendo además el intercambio de gases dentro del tejido. Los capilares son muy delgados y frágiles, teniendo solo el espesor de una capa epitelial. 
•	Venas: las venas transportan sangre a más baja presión que las arterias, no siendo tan fuerte como ellas. La sangre es entregada a las venas por los capilares después que el intercambio entre el oxígeno y el dióxido de carbono ha tenido lugar. Las venas transportan sangre rica en residuos de vuelta al corazón y a los pulmones. Las venas tienen en su interior válvulas que aseguran que la sangre con baja presión se mueva siempre en la dirección correcta, hacia el corazón, sin permitir que retroceda. La sangre rica en residuos retorna al corazón y luego todo el proceso se repite. 
•	Corazón: es el órgano principal del aparato circulatorio. Es un músculo estriado hueco que actúa como una bomba aspirante e impelente, que aspira hacia las aurículas la sangre que circula por las venas, y la impulsa desde los ventrículos hacia las arterias. Tiene 4 cavidades, 2 aurículas y 2 ventrículos.

## Producción de la circulación sanguínea
En primer lugar, la circulación sanguínea realiza dos circuitos a partir del corazón:

### Circulación mayor o circulación somática o sistémica
El recorrido de la sangre comienza en el ventrículo izquierdo del corazón, cargada de oxígeno, y se extiende por la arteria aorta y sus ramas arteriales hasta el sistema capilar, donde se forman las venas que contienen sangre pobre en oxígeno. Estas desembocan en las dos venas cavas (superior e inferior) que drenan en la aurícula derecha del corazón

### Circulación menor o circulación pulmonar o central
La sangre pobre en oxígeno parte desde el ventrículo derecho del corazón por la arteria pulmonar que se bifurca en sendos troncos para cada uno de ambos pulmones. En los capilares alveolares pulmonares la sangre se oxigena a través de un proceso conocido como hematosis y se reconduce por las cuatro venas pulmonares que drenan la sangre rica en oxígeno, en la aurícula izquierda del corazón. 
La actividad del corazón es cíclica y continua. El ciclo cardíaco es el conjunto de acontecimientos eléctricos, hemodinámicos, mecánicos, acústicos y volumétricos que ocurren en las aurículas, ventrículos y grandes vasos, durante las fases de actividad y de reposo del corazón.
El ciclo cardíaco comprende el período entre el final de una contracción, hasta el final de la siguiente contracción. Tiene como finalidad producir una serie de cambios de presión para que la sangre circule
Principal importancia: pasa por las venas de nuestro cuerpo.

## Fases del ciclo cardíaco
1.	Fase de llenado: Tenemos válvulas sigmoideas aórtica y pulmonar (cerradas), y válvulas auriculoventriculares denominadas tricúspide y mitral (abiertas). Durante esta fase la sangre pasa desde la aurícula al ventrículo, es el principio de la diástole (relajación de los ventrículos).
2.	Fase de contracción isométrica ventricular: En esta fase comienza la sístole (contracción ventricular) va a cerrar las válvulas auriculoventriculares.
3.	Fase de expulsión: Es la sístole propiamente dicha, en donde hay una contracción ventricular (cerrados) abriéndose las válvulas sigmoideas, existe una salida de sangre a la aorta y a la pulmonar.
4.	Fase de relajación ventricular: Los ventrículos se relajan, las válvulas sigmoideas se cierran y las válvulas auriculoventriculares se abren. El ciclo completo dura unos 0,8 s (reposo).

## Las presiones intracardiacas
La presión intracardiaca o intravascular es la presión hidrostática ejercida por la sangre contra la pared de las cavidades cardíacas o de los vasos. En nuestro sistema cardiovascular las presiones son resultado de varios factores, entre los que se incluyen: El flujo sanguíneo o débito, las resistencias al flujo, la distensibilidad de los ventrículos y de los vasos, la fuerza de contracción de los ventrículos, la capacitancia del sistema, y la volemia.

En condiciones fisiológicas, los ventrículos generan una presión sistólica que expulsa la sangre hacia las grandes arterias, con una mínima resistencia intracardiaca a la expulsión. Este bolo (o volumen) de sangre entra al sistema vascular arterial produciendo un aumento de la presión, que dependerá del volumen expulsivo y de la distensibilidad y capacitancia de las arterias. Luego la sangre fluye hacia los distintos órganos por medio de arterias y arteríolas, que ofrecen una importante resistencia al flujo, determinando un descenso significativo de las presiones entre las arterias y los capilares. Finalmente la sangre atraviesa el sistema capilar y entra al sistema venoso, donde su presión está determinada fundamentalmente por la relación entre la volemia y la capacitancia del sistema.
A continuación presentamos el rango de valores normales de las presiones de uso habitual, expresadas en mm de Hg:

Cavidad 
Presión sistólica/diastólica 
Presión media 
Aurícula derecha (AD): 
0 á 8 
Ventrículo derecho (VD): 
15 - 30 / 0 - 8  
Arteria Pulmonar (AP): 
15 - 30 / 4 - 12 
10 á 22 
Aurícula izquierda (AI): 
1 á 10 
Ventrículo izquierda (VI): 
90 - 140 / 3 - 12  
Aorta 
90- 140 / 60 - 80 
70 a 100

## Cálculo del Gasto o Débito Cardíaco.
En un mismo individuo, el Gasto Cardíaco (= volumen de eyección x frecuencia cardíaca) puede variar en forma muy importante, dependiendo tanto de variables fisiológicas (ejercicio físico, emociones, digestión, etc.) como patológicas (fiebre, hipotiroidismo, anemia, etc.) Las enfermedades cardíacas normalmente sólo afectan el Gasto Cardiaco cuando se acompañan de una Insuficiencia Cardiaca avanzada.
En condiciones fisiológicas, el gasto cardíaco guarda una relación muy estrecha con la superficie corporal, por lo que habitualmente nos referimos al Índice cardíaco, que equivale a :
Los valores normales de Índice Cardíaco fluctúan entre 2,6 y 3,4 L/min/m².
Existen muchas maneras de medir el gasto cardíaco. Las de uso habitual se basan en el Principio de Fick o en las Curvas de Dilución.

### Principio de Fick
Establece que la diferencia de contenido de Oxígeno entre la sangre arterial y la sangre venosa central es directamente proporcional al consumo de Oxígeno e inversamente proporcional al gasto cardíaco (nota: el principio de Fick es aplicable a cualquier órgano) 
Para aplicar este método debemos, por lo tanto, conocer el Consumo de Oxígeno y el contenido de Oxígeno de la sangre arterial y de la sangre venosa mezclada.
El consumo de Oxígeno es un valor relativamente complejo de medir, por lo que habitualmente se utilizan tablas por edad, sexo y superficie corporal. Estos valores son adecuados para el cálculo del gasto en condiciones basales, pero inapropiados cuando existen situaciones que afecten significativamente la actividad metabólica (infecciones, ansiedad, hipertiroidismo, shock, etc.).
El contenido de oxígeno de sangre venosa mezclada se debe obtener de muestras de sangre de arteria pulmonar o aurícula derecha, para asegurar una adecuada mezcla de la sangre venosa, debido a su diferente saturación de O2 de ambas venas cavas. Este contenido se puede medir directamente en mL/L o calcularlo sobre la base de la saturación de oxígeno en sangre venosa mezclada y la a cantidad de hemoglobina de la sangre, teniendo presente que cada gramo de hemoglobina oxigenada es capaz de trasportar 1,36 ml de O2.

### Métodos de dilución
La concentración que alcanza un determinado marcador en el sistema circulatorio es directamente proporcional a la cantidad de marcador inyectado e inversamente proporcional al flujo sanguíneo. El marcador más utilizado en la actualidad es un bolo de suero frío, inyectado en el territorio venoso central. La inyección produce un descenso en la temperatura de la sangre que se puede medir mediante un termistor, incorporado en un catéter que se ubica distal al sitio de inyección, habitualmente en el tronco de la arteria pulmonar. 
El registro de la temperatura nos mostrará una curva, en donde el área de la curva es equivalente a la concentración alcanzada por el marcador en un período determinado. El gasto cardiaco se obtiene relacionando la cantidad de "frío" inyectado (volumen y temperatura del bolo) con el área de la curva: entre mayor el descenso de temperatura, menor es el gasto cardíaco y viceversa.
- Datos: Q1642137
- Multimedia: Hemodynamics / Q1642137